# Salem (Massachusetts)
Salem – miasto w Stanach Zjednoczonych, w stanie Massachusetts, jedna z dwóch siedzib hrabstwa Essex.
Miasto słynie z procesu czarownic z 1692 roku. Tutejsze szkoły publiczne są znane jako „Szkoły Czarnoksięstwa”, zespół futbolowy miejscowej szkoły wyższej nazywa się „The Witches” („Czarownice”), a Gallows Hill, miejsce dawnych publicznych egzekucji, jest obecnie wykorzystywane w charakterze boiska sportowego.

## Historia

### Założenie miasta
Indianie nazywali to miejsce Naumkeag, co oznacza „kraina węgorza”. Miasto zostało założone u ujścia rzeki Naumkeag do Oceanu Atlantyckiego w 1626 roku przez kompanię rybacką z Cape Ann zarządzaną przez Rogera Conanta. Nazwa miasta pochodzi od nazwy Jerozolimy (ang. Jerusalem). Conanta zastąpił później John Endicott, gubernator przydzielony przez Massachusetts Bay Company. Salem pierwotnie mieściło w swych granicach sporą część dzisiejszego North Shore, w tym Marblehead, odłączonych w 1649 roku. Większość oskarżonych w procesie czarownic mieszkała w pobliżu 'wioski Salem', obecnego Danvers. Wioska Salem obejmowała też Peabody oraz część obecnego Beverly.
Middleton, Topsfield, Wenham i Manchester-by-the-Sea również stanowiły części Salem.

### Procesy czarownic
Jednym z najbardziej znanych aspektów Salem jest jego historia zarzutów o czary, którą rozpoczęły Abigail Williams i Betty Parris oskarżając kobiety o bycie czarownicami. W wyniku ich osądów życie straciło ponad 20 mieszkańców. Miasteczko osiągnęło dalszy rozgłos jako miejsce procesu Dorothy Talbye. Chora psychicznie kobieta została powieszona za zamordowanie córki, ponieważ w tamtych czasach w Massachusetts nie było rozróżnienia między szaleństwem a zachowaniem przestępczym.
Wierzono, że czarownice były prawdziwe. Nie było naukowego wyjaśnienia zachowania odbiegającego od normy, więc czary wydawały się być logicznym wytłumaczeniem na wszelkie anomalie behawioralne (obecnie niektórzy eksperci podejrzewają, że niektóre z nich mogły być wynikiem zatrucia sporyszem, które powodowane jest przez grzyb znajdujący się na ziarnie zboża). Nic nie wywoływało więcej strachu w społeczeństwie purytańskim niż ludzie, którzy wydawali się być opętani przez diabła, więc każdą osobę podejrzaną o uprawianie czarów traktowano jak przestępcę. Sędzia Hathorne, najbardziej znany jako sędzia w procesach czarownic, był nazywany „Hanging Judge” (pol. Wieszający Sędzia) za skazywanie podejrzanych o guślarstwo na śmierć.

### Rewolucja amerykańska
26 lutego 1775 zwolennicy niepodległości podnieśli most zwodzony nad North River, by nie dopuścić do zdobycia przez brytyjskiego pułkownika Alexandra Leslie i jego 300-osobowego oddziału składu amunicji ukrytego w północnym Salem. W czasie rewolucji amerykańskiej miasto to stało się centrum kaperskim. W 1790 roku Salem było szóstą co do wielkości miejscowością w kraju z istotnym  portem morskim, skąd m.in. eksportowano dorsze do Indii Zachodnich i Europy i importowano cukier i melasę z Indii Zachodnich, herbatę z Chin oraz pieprz z Sumatry (Indonezja). Okręty z Salem zawijały też do portów w Afryce, Rosji i Australii. Podczas wojny z 1812 roku skończyły się czasy kaperstwa.

### XIX i XX wiek
Po czasie prosperity pozostała w mieście architektura, w tym wzniesiony w stylu federalnym dwór zaprojektowany przez Samuela McIntyre'a, którego imieniem nazwano potem największą z historycznych dzielnic. Uzyskawszy prawa miejskie w 1836 roku, Salem przyjęło w 1839 roku pieczęć miejską z motto: „Divitis Indiae usque ad ultimum sinum” -- „Najdalszemu na wschodzie portowi”. Nathaniel Hawthorne był zarządcą portu w latach 1846–1849. Pracował w Customs House nieopodal Pickering Wharf. To właśnie o nim jest mowa na początku powieści The Scarlet Letter.

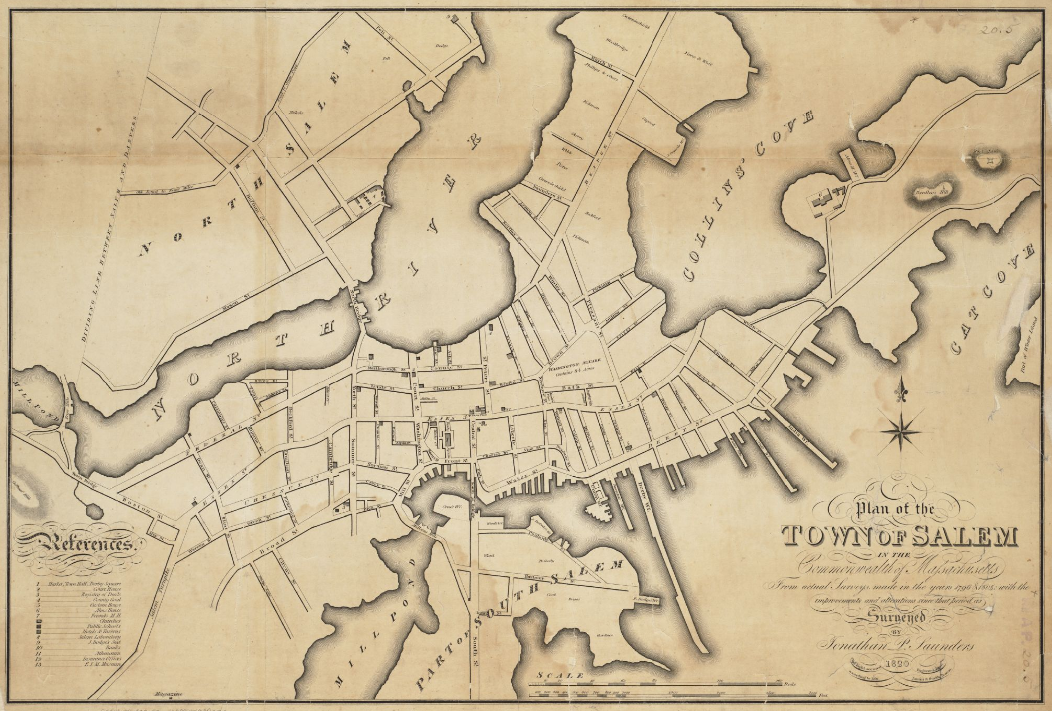
Mapa Salem - 1820r.

Lecz w XX w. żegluga zaczęła podupadać. Salem i jego mulisty port zostało prześcignięte przez Boston i Nowy Jork. W konsekwencji miasto zwróciło się ku przemysłowi. Powstawały zakłady, w tym garbarnie, wytwórnie obuwia i przemysłu odzieżowego, jak Naumkeag Steam Cotton Company. Duża część Milltown uległa zniszczeniu podczas wielkiego pożaru w Salem, w roku 1914, który rozpoczął się w Korn Leather Factory. Spłonęło ponad 400 domów, bez dachu nad głową znalazło się 3500 rodzin. Najcenniejsze architektonicznie budynki Salem ocalały, co pomogło adaptować jego centrum jako centrum turystyczne.

## Znani mieszkańcy
- Nehemiah Adams, pastor, autor książki „Marquis 1607-1896”
- Frank W. Benson, artysta
- Nathaniel Bowditch, matematyk, nawigator
- Roger Conant, fundator Salem
- Elias Hasket Derby, kupiec
- John Endicott, gubernator
- Nathaniel Hawthorne, pisarz
- Samuel McIntire, architekt i rzeźbiarz w drewnie
- George Swinton Parker, fundator Parker Brothers
- Samuel Parris, minister
- Timothy Pickering, sekretarz stanu
- Roger Williams, teolog
- Laurie Cabot, wielka kapłanka Wicca

## Gospodarka
W mieście rozwinął się przemysł włókienniczy, maszynowy, elektroniczny oraz obuwniczy.

## Turystyka
Odkąd zniszczeniu uległy zakłady przemysłowe miasta, turystyka stała się podstawą jego gospodarki. Turystyka bazuje na procesach czarownic z 1692 roku, rozpoczęła się od lat 20. XX w., gdy miejscowy handlarz Daniel Low zaczął sprzedawać pamiątkowe łyżki z portretami czarownic. Rozkwit turystyki w Salem nastąpił pół wieku później, gdy telewizyjna seria komediowa „Bewitched” ukazała kilka epizodów z miasteczka. Związany z czarownicami ruch turystyczny wyraźnie ożywił się w latach 90. XX w., a miasto zaczęło oficjalnie obchodzić „Haunted Happenings” – święto w rocznicę powieszenia czarownic w październikowym sezonie turystycznym.
W ostatnich latach turystyka stała się znamiennym czynnikiem rozwoju miasta, a wielu mieszkańców zaczęło się domagać od władz prowadzenia bardziej agresywnej i szerzej zakrojonej kampanii reklamującej miasto jako ośrodek kulturalny. Podjęto już kroki w tym kierunku, w tym wyznaczono fragment miejskiej plaży na Pomnik Historii Narodowej (pierwszy w kraju), kończąc w 2000 roku budowę repliki legendarnego statku „Friendship,”, a w 2003 powiększając Muzeum Peabody’ego, co zaprojektował architekt Moshe Safdie. W roku 2005, półoficjalnie miejska agencja turystyczna „Destination Salem” rozpoczęła nową kampanię marketingową miasta, propagującą turystykę związaną z czarownicami.
W 2005 roku doszło do konfliktu z telewizją kablową „TV Land” w sprawie wzniesienia brązowej statuy Elizabeth Montgomery, odtwórczyni roli komediowej Samanthy w serialu Ożeniłem się z czarownicą emitowanego w latach 60. XX w. Kilka epizodów było kręconych w Salem, a TV Land chciała w ten sposób uczcić 35 rocznicę ich powstania.
Wielu mieszkańców uważa, że pomnik taki nie jest dobrą promocją miasta, które chce się promować jako „Miasto czarownic”, i posiada ulicę o nazwie Witch Way. Inni widzą w tym nadużycie mające na celu komercyjną promocję stacji, nie przynoszącą dochodów miastu. Mówi się też, że statua trywializuje Salem, sprowadzając je do roli miasta, w którym jedynie nakręcono kilka filmowych scen pośledniej serii komediowej, podczas gdy miasto powinno opierać swą promocję na autentycznych procesach czarownic.
Mieszkaniec miasta John Carr, dawny członek Komisji Historycznej w Salem, w wypowiedzi dla lokalnej gazety (zacytowanej później przez „Time”) powiedział: „To tak, jakby TV Land pojechała do Auschwitz i zaproponowała wzniesienie tam statuy pułkownika Klinka” (fikcyjna postać filmowa).
Ostatecznie statua została zaakceptowana, jednakże nadal wzbudza wiele kontrowersji.
Turyści znają Salem jako mieszankę miejsc związanych z historią, butików z akcesoriami New Age i Wicca, oraz licznych atrakcji osadzonych w klimacie czarnoksięstwa, czarownic i Halloween.

## Geografia
Według danych amerykańskiego biura statystycznego miasto ma powierzchnię 46,8 km², z czego 21 km² stanowi terytorium lądowe. Położone jest przy Zatoce Massachusetts nad Atlantykiem. Północną granicę Salem stanowi rzeka North River, a południową rzeka Naumkeag, przez centrum miasta natomiast przepływa South River.

## Demografia
Według danych z 1 lipca 2021r. Salem zamieszkują 177 723 osoby. 

## Religia
- Parafia św. Jana Chrzciciela

## Ciekawe miejsca
Wraz z Lawrence jest jedną z dwóch siedzib władz hrabstwa Essex. Siedziba college'u „Salem State College”, parku „Salem Willows Park” i muzeum „Peabody Essex Museum”.
- Dom Nathaniela Bowditcha (z 1805)
- Dom Crowninshield-Bentleya (z 1727-1730)
- Dom Johna Tucker Dalanda (1851)
- Gedney House (z 1665)
- Miejsce urodzenia Nathaniela Hawthorne (z 1730-1745)
- „Dom o siedmiu szczytach” The House of the Seven Gables (1668)
- Wyspy Misery
- Peabody Essex Museum (1799) - muzeum kultury Azji, jak również wczesnej amerykańskiej marynarki i wielorybnictwa. Kolekcja sztuki indiańskiej, japońskiej, koreańskiej i chińskiej, w tym szczególnie chińskiej porcelany.
- Dom Stephen Phillips Memorial Trust (1800 & 1821)
- Pickering House przy Broad Street (z 1651)
- Ropes Mansion (koniec lat 20. XVIII w.)
- Salem Maritime National Historic Site – Jedyne muzeum mające w zbiorach eksponaty z czasów świetności amerykańskiej floty handlowej
- Park Salem Willows (1858)